# In Dubious Battle - Il coraggio degli ultimi
In Dubious Battle - Il coraggio degli ultimi (In Dubious Battle) è un film del 2016 diretto da James Franco.
Basato sul romanzo La battaglia di John Steinbeck, il cast comprende lo stesso Franco, Nat Wolff, Selena Gomez, Vincent D'Onofrio, Bryan Cranston, Ed Harris, Zach Braff, Josh Hutcherson e Robert Duvall.

## Trama
Il personaggio principale della storia, Jim Nolan, è un attivista del Partito che sta organizzando un importante sciopero dei lavoratori, cercando così di attirare proseliti per la sua causa.

## Produzione

### Casting
Il 30 gennaio 2015 è stato annunciato che James Franco avrebbe diretto e anche preso parte al film. Sono stati anche scritturati Vincent D'Onofrio, Robert Duvall, Ed Harris, Bryan Cranston, Selena Gomez, e Danny McBride all'interno della produzione.
Il 16 marzo 2015, Nat Wolff è stato scelto per il ruolo principale di Jim Nolan, l'organizzatore dello sciopero dei raccoglitori di mele in California. Nei due giorni seguenti sono stati aggiunti al cast anche Josh Hutcherson, Zach Braff, Analeigh Tipton, John Savage, Ashley Greene e Ahna O'Reilly. Il 24 marzo Scott Haze è stato scelto per il ruolo di Frank.

### Riprese
La fotografia principale ha avuto inizio il 19 marzo 2015 ad Atlanta. Le riprese hanno avuto luogo anche a Bostwick, in Georgia. La produzione sul film è terminata nell'aprile del 2015.

## Distribuzione
Il film viene presentato il 3 settembre 2016, nella sezione "Cinema nel giardino", alla 73ª Mostra internazionale d'arte cinematografica di Venezia. Successivamente è stato presentato al Deauville American Film Festival e al Toronto International Film Festival.